# Sphecosoma melissina
Sphecosoma melissina là một loài bướm đêm thuộc phân họ Arctiinae, họ Erebidae.